# Castellón de la Plana Airport
Castellón de la Plana Airport är en flygplats i Spanien.   Den ligger i provinsen Província de Castelló och regionen Valencia, i den östra delen av landet, 300 km öster om huvudstaden Madrid.
Terrängen runt Castellón de la Plana Airport är kuperad åt nordväst, men åt sydväst är den platt. Havet är nära Castellón de la Plana Airport åt sydost.  Närmaste större samhälle är Castelló de la Plana, 6,6 km väster om Castellón de la Plana Airport. 